# James Hamilton, VI conte di Abercorn
James Hamilton VI conte di Abercorn (1661 – 28 settembre 1734) è stato un nobile scozzese.

## Biografia
Era il figlio del colonnello James Hamilton e Elizabeth Colepeper.
Tra il 1692 e il 1699, era un rappresentante Tyrone nella Camera dei Comuni irlandese. Alla morte del cugino nel 1701, ereditò i titoli di conte di Abercorn, barone di Hamilton Strabane, ecc, ma continuò a vivere in Irlanda. Venne nominato da William con i titoli di visconte Strabane e barone Mountcastle, il 2 dicembre 1701.

## Matrimonio
Sposò Elizabeth Reading, figlia di Sir Robert Reading, I Baronetto, il 21 gennaio 1684. Ebbero nove figli:
- James Hamilton, VII conte di Abercorn (1686-1744);
- Lady Elizabeth Hamilton, sposò il 2 gennaio 1711 William Brownlow († 1739), sposò nel 1741 Martin, conte de Kearnie;
- L'On. George Hamilton († 1775), sposato ed ebbe figli;
- Lady Mary Hamilton (nata nel 1704), sposò nel 1719 Enrico Colley;
- Lady Jane Hamilton (1704 - 6 dicembre 1753), sposò il 29 settembre 1719 Archibald Douglas-Hamilton († 1754);
- L'On. Francis Hamilton (1700-1745), sposato ed ebbe figli;
- L'On. William Hamilton (1703-1721);
- L'On. Charles Hamilton (1704-1786), sposato ed ebbe figli;
- Lady Philippa Hamilton (morta 27 gennaio 1767), sposò Benjamin Pratt († 1721), sposò Michael O'Connell.

## Ascendenza
|                                          |                  |                                    | Genitori                          |  |  | Nonni |  |  | Bisnonni                            |  |  | Trisnonni                      |  |
|                                          |                  |                                    |                                   |  |  |       |  |  | James Hamilton, I conte di Abercorn |  |  | Claud Hamilton, I lord Paisley |  |
|                                          |                  |                                    |                                   |  |  |       |  |  | James Hamilton, I conte di Abercorn |  |  | Claud Hamilton, I lord Paisley |  |
|                                          |                  | Margaret Seton                     |                                   |  |  |       |  |  | James Hamilton, I conte di Abercorn |  |  |                                |  |
| George Hamilton, I baronetto di Donalong |                  |                                    |                                   |  |  |       |  |  | James Hamilton, I conte di Abercorn |  |  |                                |  |
|                                          |                  | Marion Boyd                        | Thomas Boyd, VI lord Boyd         |  |  |       |  |  |                                     |  |  |                                |  |
|                                          |                  | Marion Boyd                        | Thomas Boyd, VI lord Boyd         |  |  |       |  |  |                                     |  |  |                                |  |
|                                          |                  | Marion Boyd                        | Marion Campbell                   |  |  |       |  |  |                                     |  |  |                                |  |
| James Hamilton                           |                  | Marion Boyd                        |                                   |  |  |       |  |  |                                     |  |  |                                |  |
|                                          |                  | Thomas Butler, visconte di Thurles | Walter Butler, XI conte di Ormond |  |  |       |  |  |                                     |  |  |                                |  |
|                                          |                  | Thomas Butler, visconte di Thurles | Walter Butler, XI conte di Ormond |  |  |       |  |  |                                     |  |  |                                |  |
|                                          |                  | Thomas Butler, visconte di Thurles | hon. Helen Butler                 |  |  |       |  |  |                                     |  |  |                                |  |
| lady Mary Butler                         |                  | Thomas Butler, visconte di Thurles |                                   |  |  |       |  |  |                                     |  |  |                                |  |
|                                          |                  | Elizabeth Pointz                   | sir John Pointz                   |  |  |       |  |  |                                     |  |  |                                |  |
|                                          |                  | Elizabeth Pointz                   | sir John Pointz                   |  |  |       |  |  |                                     |  |  |                                |  |
|                                          |                  | Elizabeth Pointz                   | Elizabeth Sydenham                |  |  |       |  |  |                                     |  |  |                                |  |
| James Hamilton, VI conte di Abercorn     |                  | Elizabeth Pointz                   |                                   |  |  |       |  |  |                                     |  |  |                                |  |
|                                          | Thomas Colepeper | sir John Colepeper                 |                                   |  |  |       |  |  |                                     |  |  |                                |  |
|                                          | Thomas Colepeper | sir John Colepeper                 |                                   |  |  |       |  |  |                                     |  |  |                                |  |
|                                          | Thomas Colepeper | Elizabeth Sidley                   |                                   |  |  |       |  |  |                                     |  |  |                                |  |
| John Colepeper, I barone Colepeper       | Thomas Colepeper |                                    |                                   |  |  |       |  |  |                                     |  |  |                                |  |
|                                          |                  | Anne Slaney                        | sir Stephen Slaney                |  |  |       |  |  |                                     |  |  |                                |  |
|                                          |                  | Anne Slaney                        | sir Stephen Slaney                |  |  |       |  |  |                                     |  |  |                                |  |
|                                          |                  | Anne Slaney                        | Margaret Fesant                   |  |  |       |  |  |                                     |  |  |                                |  |
| Elizabeth Colepeper                      |                  | Anne Slaney                        |                                   |  |  |       |  |  |                                     |  |  |                                |  |
|                                          |                  | sir Thomas Colepepper              | Francis Colepeper                 |  |  |       |  |  |                                     |  |  |                                |  |
|                                          |                  | sir Thomas Colepepper              | Francis Colepeper                 |  |  |       |  |  |                                     |  |  |                                |  |
|                                          |                  | sir Thomas Colepepper              | Joan Pordage                      |  |  |       |  |  |                                     |  |  |                                |  |
| Judith Colepepper                        |                  | sir Thomas Colepepper              |                                   |  |  |       |  |  |                                     |  |  |                                |  |
|                                          |                  | Elizabeth Cheney                   | John Cheney                       |  |  |       |  |  |                                     |  |  |                                |  |
|                                          |                  | Elizabeth Cheney                   | John Cheney                       |  |  |       |  |  |                                     |  |  |                                |  |
|                                          |                  | Elizabeth Cheney                   | Elizabeth Palmer                  |  |  |       |  |  |                                     |  |  |                                |  |
|                                          |                  | Elizabeth Cheney                   |                                   |  |  |       |  |  |                                     |  |  |                                |  |